# 小克拉倫斯·D·拉巴里
小克拉倫斯·D·拉巴里（英語：Clarence D. Rappleyea Jr.；1933年11月2日—2016年9月4日），是美國的共和黨政治人物，前紐約州眾議院議員。

## 生平
拉巴里在纽约州诺威奇出生，後進入瓦格纳学院就讀。他在1957年於紐約州立大學奧本尼分校獲得文学士，又在1962年於康奈尔法学院取得法律博士學位。1964年他投身法律事業，在諾維奇實習，之後加入共和黨投身政治：1970年至1973年擔任諾維奇市檢察官。
1973年，他當選為第180屆紐約州議會眾議院第一百二十二選區代表議員，連續擔任至1995年的第191屆州議會；其中又在1983年－1995年成為州眾議院少數黨領袖，到1995年8月辭職。
1995年7月拉巴里擔任紐約電力局的主席，2001年1月31日卸任，卸任時紐約電力局將威斯特徹斯特郡白原市的行政總部命名為「克拉倫斯·D·拉巴里大樓」（Clarence D. Rappleyea Building）以紀念他的貢獻。
2016年9月4日，拉巴里逝世。